# Алиса Марић
Алиса Марић (Њујорк, 10. јануар 1970) српска је професорка универзитета, шахисткиња и бивша министарка омладине и спорта у Влади Републике Србије. Према својим резултатима сматра се најбољом југословенском и српском шахисткињом свих времена. По образовању је доктор економских наука.

## Биографија
Рођена је 10. јануара 1970. у Њујорку (САД), где је њен отац радио у Уједињеним нацијама. У породици математичара, оца Небојше, професора факултета и мајке Живане, професора у средњој школи, Алиса и сестра близнакиња Мирјана Марић Стаменковић научиле су да играју шах веома рано, у узрасту од четири године.
Незнатно, само 21 минут млађа сестра—близнакиња Мирјана, такође је шахисткиња, велемајстор, бивша кадетска првакиња света и двострука првакиња Југославије у шаху. Поред тога, Мирјана Марић-Стаменковић је дипломирани математичар, а куриозитет представља чињеница да су сестре Марић једине сестре-близнакиње на свету које су носиоци велемајсторске титуле.
Марићева је дипломирала на Економском факултету y Београду, а 2001. године и магистрирала. На Факултету за менаџмент „Браћа Карић“ докторирала је 2004. године. Проф. др Алиса Марић на Факултету за културу и медије Универзитета Мегатренд предаје предмете Маркетинг и Оглашавање у медијима. Аутор је студентских уџбеника „Принципи маркетинга“ и „Маркетинг у медијима“.
Поред титуле женског велемајстора, носилац је и титуле интермајстора у мушкој конкуренцији.
На ТВ Политика (2003—2005. године) била је водитељ емисије „Алиса у земљи шаха“.
Добитник је највиших признања Републике Србије, Светосавске награде, која јој је додељена поводом двадесетогодишњице репрезентативне каријере, као и за изузетан допринос увођењу шаха у школе (званични је промотер акције Владе Србије „Спорт у школе“) односно Националног спортског признања за посебан допринос развоју и афирмацији спорта. Добитник је и највишег признања града Београда, Октобарске награде за 1988. годину.
Члан Председништва Олимпијског комитета Србије била је у периоду 2001—2008. године. Похађала је Олимпијску академију у Олимпији и била члан радних тела Европског олимпијског комитета.
На изборној листи 12. Првака света у шаху, Анатолија Карпова, уз представнике Русије, САД, Украјине, Малезије и Анголе, Алиса Марић је била кандидат Србије за потпредседника Светске шаховске федерације (ФИДЕ).
Фебруара 2011. године Алиса се остварила у улози мајке, доневши на свет близанце Милицу и Душана.

## Шаховска каријера
У својој дванаестој години постала је најмлађи шаховски мајстор у историји југословенског шаха, у петнаестој омладинска вицепрвакиња света, у шеснаестој сениорска првакиња Југославије (1986. године) и олимпијски репрезентативац, у осамнаестој велемајстор, а у двадесетој трећа шахисткиња света.
Најуспешнија је српска шахисткиња свих времена и једна од најуспешнијих шахисткиња у историји шаха.

### Првенство света у шаху
Седам пута је учествовала у циклусима такмичења за Светско првенство у шаху.
У Смедеревској Паланци 1987. године на Међузонском турниру учествовала је са само седамнаест година. У најјачој конкуренцији шахисткиња дуго је водила, али због неискуства, на крају је делила тек 8—9. место.
У следећем циклусу, на Међузонском турниру у Куала Лумпуру (Малезија), заузела је 3—4. место и у накнадном мечу у плејофу, савладала је Грузинку Нину Гуријели резултатом 3:2. Затим следи највећи појединачни успех свих времена у историји српског шаха, остварен победом Алисе Марић (заједно са Кинескињом Сје Ђун) на Турниру кандидаткиња за првака света, 1990. године у Боржомију (Грузија, СССР). Тиме се Марићева квалификовала за Меч за изазивача првакиње света. Алиса је победила четири совјетске представнице сензационалним резултатом 3½:0½ што је историјски догађај у светском шаху, јер је тиме срушена полувековна апсолутна доминација шахисткиња Совјетског Савеза које су тријумфовале на свих 13 претходних Турнира кандидаткиња. Двомеч за изазивача првакиње света између Алисе Марић и Кинескиње Сје Ђун који представља највећи домет српског шаха, одигран је 1991. у Београду и Пекингу. Победила је Сје Ђун после драматичне борбе резултатом 4½:2½, док је Марићева постала званично трећа шахисткиња света. У једном свом интервјуу, Алиса тај меч описује као истовремено најбољи и најлошији тренутак њене шаховске каријере.
Овај успех поновила је 2000. године када се на првом Шампионату света по куп систему (одржаном у Њу Делхију, Индија) пласирала у полуфинале. Према резултату припало јој је звање треће шахисткиње света. У својих пет узастопних наступа на Светским првенствима, између 1990. и 2000. године, никада није била пласирана слабије од 6. места:
- Турнир кандидаткиња 1992, Шангај (Кина), 4—5. место
- Међузонски турнир 1993, Џакарта (Индонезија), 3—5. место
- Турнир кандидаткиња 1994, Тилбург (Холандија), 4—5. место
- Међузонски турнир 1995, Кишињев (Молдавија), 3—6. место
- Турнир кандидаткиња 1997, Гронинген (Холандија), 3—7. место (5. по додатним критеријумима)

### Репрезентација
У 2006. години Алиса Марић је прославила двадесетогодишњицу предвођења националне шаховске репрезентације. У периоду 1986—2009. наступила је на десет Шаховским олимпијада и пет Европских екипних првенстава.
Носилац је две медаље са Шаховских олимпијада и једне са Европског првенства. Екипну бронзу освојила је на Олимпијади у Солуну (1988. године) а појединачну бронзу на Олимпијади у Елисти Русија, 1998. године). У ризници трофеја има и екипну сребрну медаљу са Европског првенства одржаног у Батумију (Грузија, 1999. године).

#### Шаховске олимпијаде
У периоду од 1986. до 2009. године учествовала је у десет шаховских олимпијада: 
- 1986. у Дубаију,
- 1988. у Солуну,
- 1990. у Новом Саду,
- 1994. у Москви,
- 1996. у Јеревану,
- 1998. у Елисти,
- 2000. у Истамбулу,
- 2004. у Калвији,
- 2006. у  Торину,
- 2008. у Дрездену.

#### Европска екипна првенства
Као прва табла шаховске репрезентације СР Југославије, на Европском екипном шампионату одржаном у Батумију (Грузија) 1999. године, Алиса Марић освојила је сребрну медаљу. Иначе, женска шаховска репрезентација СР Југославије проглашена је репрезентацијом године 1999. по традиционалном избору спортиста године у организацији дневника »Спортски журнал«, као и по избору Југословенског Олимпијског Комитета (ЈОК).

### Клупски шах
Члан је ШК Политика (Београд, Србија), и ШК Т-мобил (Подгорица, Црна Гора). Током своје каријере успешно је наступала за Агроуниверзал, Рад, Шахматик, Раднички, Гошу, Чукарички и Полет, а била је и члан клубова из Немачке, Швајцарске, Француске, Грчке и Румуније. Највеће успехе у клупском шаху остварила је освајањем троструког победника Купа Европских шампиона са ШК Агроуниверзал (Земун), док је једанпут освојила бронзу (са ШК „Интернет“ Подгорица).